# دخان (مدينة)
دخان مدينة قطرية تقع على الساحل الغربي لشبه جزيرة قطر. أهم ما يميزها هو حقول النفط، حيث تعتبر مدينة دخان مدينة صناعية ورابع المدن القطرية تبعد عن مدينة الدوحة عاصمة قطر حوالي 95 كيلو متر. تحتوي المدينة على مباني شركة قطر للبترول ومحطات للكهرباء وتقطير الماء من البحر، والأماكن التي عثر فيها على آثار تعود للعصر الحجري.  تمتد منها أنابيب المسيعيد لتصدير الغاز الطبيعي.

## المناخ
يظهر الجدول التالي التغييرات المناخية على مدار السنة لدخان:
| البيانات المناخية لـدخان           | البيانات المناخية لـدخان | البيانات المناخية لـدخان | البيانات المناخية لـدخان | البيانات المناخية لـدخان | البيانات المناخية لـدخان | البيانات المناخية لـدخان | البيانات المناخية لـدخان | البيانات المناخية لـدخان | البيانات المناخية لـدخان | البيانات المناخية لـدخان | البيانات المناخية لـدخان | البيانات المناخية لـدخان | البيانات المناخية لـدخان |
| الشهر                              | يناير                    | فبراير                   | مارس                     | أبريل                    | مايو                     | يونيو                    | يوليو                    | أغسطس                    | سبتمبر                   | أكتوبر                   | نوفمبر                   | ديسمبر                   | المعدل السنوي            |
| ---------------------------------- | ------------------------ | ------------------------ | ------------------------ | ------------------------ | ------------------------ | ------------------------ | ------------------------ | ------------------------ | ------------------------ | ------------------------ | ------------------------ | ------------------------ | ------------------------ |
| متوسط درجة الحرارة الكبرى °م (°ف)  | 22.5 (72.5)              | 25 (77)                  | 30 (86)                  | 36 (97)                  | 42 (108)                 | 44 (111)                 | 45 (113)                 | 44.5 (112.1)             | 41.5 (106.7)             | 37 (99)                  | 30 (86)                  | 23.5 (74.3)              | 35.1 (95.2)              |
| متوسط درجة الحرارة الصغرى °م (°ف)  | 15 (59)                  | 16.5 (61.7)              | 20 (68)                  | 25 (77)                  | 30 (86)                  | 32.5 (90.5)              | 34 (93)                  | 33.5 (92.3)              | 32 (90)                  | 26.5 (79.7)              | 23.5 (74.3)              | 17 (63)                  | 25.5 (77.9)              |
| الهطول مم (إنش)                    | 10 (0.4)                 | 2 (0.1)                  | 2.5 (0.10)               | 6 (0.2)                  | 1 (0.0)                  | 0 (0)                    | 0 (0)                    | 0 (0)                    | 0 (0)                    | 0.5 (0.02)               | 13 (0.5)                 | 19.5 (0.77)              | 54.5 (2.09)              |
| متوسط الرطوبة النسبية (%)          | 68                       | 67                       | 63                       | 58                       | 53                       | 54                       | 57                       | 63                       | 67                       | 70                       | 75                       | 82                       | 65                       |
| المصدر: Qatar Statistics Authority |                          |                          |                          |                          |                          |                          |                          |                          |                          |                          |                          |                          |                          |

## أعلام
- محمد السيد
- حمد بن عبد الله آل ثاني